# Lithophaga truncata
Lithophaga truncata е вид соленоводна мида от семейство Mytilidae. Видът е ендемичен за района на Нова Зеландия. Максималните размери са дължина до 49 mm и височина до 16 mm.